# Steinar Sørlie
Steinar Sørlie (Trondheim, 25 marzo 1975) è un ex calciatore norvegese, di ruolo portiere.

## Carriera

### Giocatore

#### Club
Sørlie cominciò la carriera professionistica con la maglia dello Strindheim, per giocare poi nel Rosenborg. Nel 1998 si trasferì al Byåsen, dove rimase fino al 2001, anno in cui passò al Vålerenga, all'epoca militante in 1. divisjon.
Esordì in squadra il 10 giugno 2001, nella vittoria per 2-4 sul campo del Sandefjord. Giocò soltanto 2 partite in stagione, contribuendo però alla promozione del club nella Tippeligaen. Nel 2002 fu ceduto al Romerike.
Nel 2003, Sørlie fu messo sotto contratto dal Fredrikstad. Debuttò con il nuovo club, nella 1. divisjon, il 13 aprile, quando mantenne inviolata la propria porta nel successo per 2-0 sullo Skeid. La squadra conquistò la promozione, a fine stagione, e Sørlie ne difese i pali anche per i successivi due anni e mezzo, nella massima divisione. A metà del 2006, però, il portiere si trasferì al Lisleby.
Nel 2007 tornò al Byåsen e nel 2008 vestì la maglia del Ranheim. Nel 2012, giocò per il Nardo.

#### Nazionale
Sørlie disputò 4 incontri per la Norvegia under 21. Il primo di questi fu datato 23 aprile 1996, nel successo per 1-3 sul Belgio under 21.

### Dopo il ritiro
Dopo aver abbandonato l'attività agonistica, diventò un preparatore dei portieri.